# Isotopie (Geometrie)
Isotopie ist in der synthetischen Geometrie eine Abschwächung der Isomorphie (von Körpern und Schiefkörpern) für Ternärkörper (und speziellere verallgemeinerte Körper wie Quasikörper und Halbkörper). Durch den Begriff Isotopie wird der Tatsache Rechnung getragen, dass für nichtdesarguessche projektive Ebenen die algebraische Struktur des Koordinatenbereiches der Ebene durch ihre geometrische Struktur im Allgemeinen nicht „bis auf Isomorphie“ eindeutig bestimmt ist.
Es konnte aber gezeigt werden, dass die Koordinatenternärkörper zweier projektiver Ebenen, die geometrisch isomorph sind, stets algebraisch isotop sind und dass umgekehrt projektive Ebenen, die durch isotope Ternärkörper koordinatisiert werden können, stets geometrisch isomorph sind.
Erst mit  den von Hans-Joachim Arnold entwickelten projektiven Relativen aus der Geometrischen Relationenalgebra kehren die Übergangsverfahren der Algebraisierung und Geometrisierung synonym, d. h. bis auf Isomorphie, in seinem projektiven Klassifikationssatz einander um.
In Analogie zu den entsprechenden von Isomorphie abgeleiteten Begriffen spricht man von isotopen verallgemeinerten Körpern, wenn ein Tripel von umkehrbaren Abbildungen mit bestimmten strukturerhaltenden Eigenschaften zwischen diesen Körpern existiert, und nennt das Abbildungstripel dann einen Isotopismus.
→ Isotopismen von Ternärkörpern sind ein Spezialfall der Isotopismen von Quasigruppen. Siehe dazu Quasigruppe#Morphismen.

## Definition
Es seien {\displaystyle (K,T,0_{K},1_{K});(L,S,0_{L},1_{L})} Ternärkörper. Ein Tripel {\displaystyle (F,G,H)} von 3 bijektiven Abbildungen {\displaystyle F,G,H\colon K\rightarrow L} heißt ein Isotopismus von K auf L, falls
1. {\displaystyle H(0_{K})=0_{L}} und
2. {\displaystyle H(T(a,b,c))=S(F(a),G(b),H(c))} für alle {\displaystyle a,b,c\in K}[3]

gilt. Wenn ein Isotopismus von K auf L existiert, bezeichnet man die beiden Ternärkörper als isotop zueinander und nennt sie auch gleich bis auf Isotopie.

## Eigenschaften
- Da die geforderten Abbildungen bijektiv sein müssen, sind zwei zueinander isotope Ternärkörper stets gleich mächtig, ist einer der isotopen Ternärkörper endlich, so ist es auch der andere, und ihre Ordnung (Anzahl ihrer Elemente) ist gleich.
- Zwei isomorphe Ternärkörper sind stets isotop: Ist {\displaystyle H} ein Isomorphismus, dann ist {\displaystyle (H,H,H)} ein Isotopismus.
- Für einen Isotopismus {\displaystyle (F,G,H):K^{3}\rightarrow L^{3}} gilt stets {\displaystyle H=\rho \circ F=\lambda \circ G}, wobei {\displaystyle \lambda :L\rightarrow L;x\mapsto S(F(1_{K}),x,0_{L})} die „Links-“ und {\displaystyle \rho :L\rightarrow L;x\mapsto S(x,G(1_{K}),0_{L})} die „Rechtsmultiplikation“ in {\displaystyle L} mit den jeweiligen Bildern des Einselementes ist.[3][4]
- Es sei {\displaystyle (K,T,0,1)} ein Ternärkörper, {\displaystyle r,l\in K\setminus \{0\}}. Es sei {\displaystyle \lambda :K\rightarrow K;x\mapsto T(l,x,0)} die Linksmultiplikation mit {\displaystyle l} und {\displaystyle \rho :K\rightarrow K;x\mapsto T(x,r,0)} die Rechtsmultiplikation mit {\displaystyle r}, {\displaystyle F_{r}:=\rho ^{-1};G_{l}:=\lambda ^{-1}}. Auf {\displaystyle K} wird durch {\displaystyle S(a,b,c):=T(F_{r}(a),G_{l}(b),c)}  eine neue Ternärverknüpfung {\displaystyle S} definiert. Dann ist auch {\displaystyle (K,S,0,\epsilon )} ein Ternärkörper mit dem Einselement {\displaystyle \epsilon =T(l,r,0)} und {\displaystyle (F_{r},G_{l},\mathrm {id} _{K})} ist ein Isotopismus.[5]

- Ist {\displaystyle K} ein Ternärkörper, dann ist jeder zu {\displaystyle K} isotope Ternärkörper isomorph zu einem Ternärkörper, der aus {\displaystyle K} durch einen der so definierten Isotopismen  {\displaystyle (F_{r},G_{l},\mathrm {id} _{K})} hervorgeht.

- Für einen endlichen Ternärkörper {\displaystyle K} der Ordnung {\displaystyle n} existieren bis auf Isomorphie höchstens {\displaystyle (n-1)^{2}} isotope Ternärkörper.[6]

- Die genannte Schranke lässt sich nicht allgemein verbessern: Tatsächlich existiert ein Ternärkörper mit 32 Elementen, der {\displaystyle 31^{2}} zu ihm isotope aber zueinander paarweise nicht isomorphe Ternärkörper besitzt.

### Isotopie ist schwächer als Isomorphie
Zwei zueinander isomorphe algebraische Strukturen erfüllen gleich starke algebraische Axiome. Das gilt für Ternärkörper im Allgemeinen nicht mehr, wenn sie nur isotop zueinander sind. Führt man, wie im Artikel Ternärkörper beschrieben, eine Addition und eine Multiplikation ein, mit der sich die Ternärverknüpfung in linearen Ternärkörpern als {\displaystyle T(a,b,c)=a\cdot b+c} darstellen lässt, dann erfüllen einige Ternärkörper {\displaystyle (K,+,\cdot ,0,1)} stärkere Axiome für verallgemeinerte Körper. Es gilt:
- Ein Körper oder Schiefkörper ist genau dann isotop zu einem Ternärkörper, wenn er zu diesem isomorph ist. Insbesondere ist das isotope Bild eines Körpers wieder ein Körper und das eines Schiefkörpers ein Schiefkörper.
- Ist ein Halbkörper isotop zu einem Ternärkörper {\displaystyle L}, dann ist auch {\displaystyle L} ein Halbkörper. Zu jeder projektiven Ebene, die keine Moufangebene ist, existieren nicht zueinander isomorphe Koordinatenbereiche. Daher existiert zu jedem echten Halbkörper ein isotoper, aber nicht isomorpher Halbkörper.
- Ist ein Quasikörper isotop zu einem Ternärkörper {\displaystyle L}, dann braucht {\displaystyle L} im Allgemeinen kein Quasikörper zu sein. Zu jedem endlichen Quasikörper, der kein Halbkörper ist, existiert ein isotoper Ternärkörper, der kein Quasikörper ist.